# Neuburg am Inn
Neuburg am Inn est une commune de Bavière (Allemagne), située dans l'arrondissement de Passau, dans le district de Basse-Bavière.